# Кайова (народ)

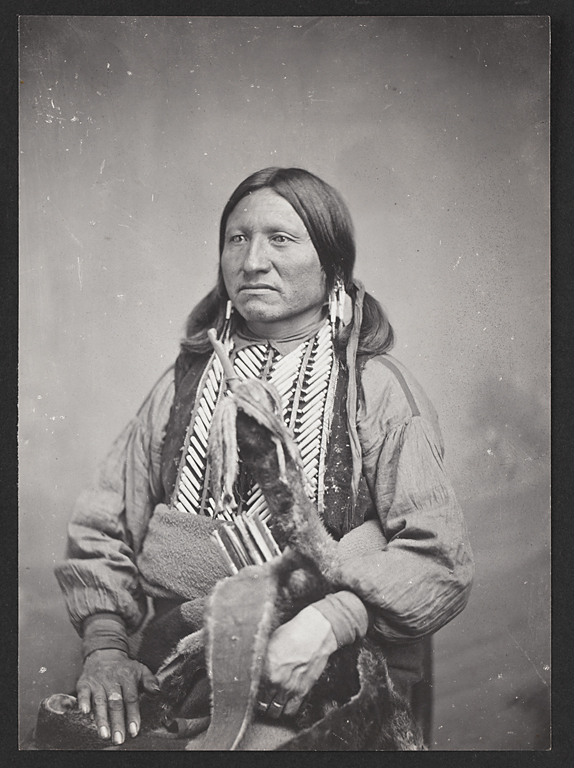
Пинающая Птица, вождь кайова

Кайо́ва (самоназвание — «главные люди») — индейский народ в США. Численность — 11 500 или 12 500 человек (на начало 2000-х годов)[уточнить]. Язык — кайова, относится к кайова-таноанской языковой семье. Религия — баптисты и методисты, также есть последователи традиционной религии и Церкви коренных американцев.

## Область расселения

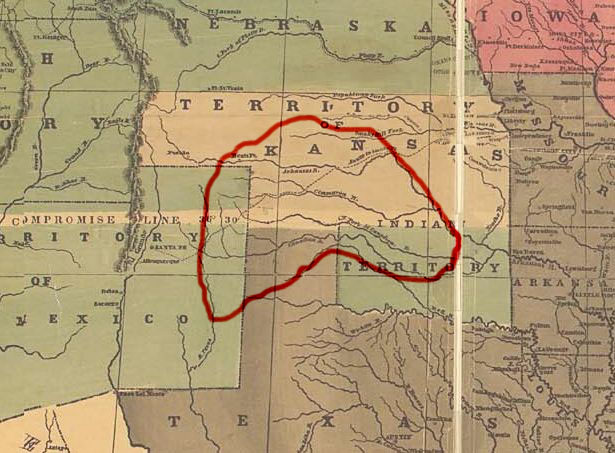
Территория кайова в 1850 г.

К середине II тыс. н. э. кайова мигрировали из района Плато на восток и обосновались на территории в южно-центральной части современного штата Монтана. Во второй половине XVII — первой половине XVIII веков, теснимые племенным союзом черноногих, а также кроу, постепенно переместились с земель, расположенных в верховьях рек Йеллоустон и Миссури на юго-восток и обосновались к востоку от последних в западной части штат Южная Дакота.
К 1805 году народами шайеннами и дакота были оттеснены на юг к реке Арканзас, где некоторое время вели войну с команчами, с которыми впоследствии установили крепкие союзные отношения. В начале XIX века, вели кочевой образ жизни, занимали территорию на берегах рек Симаррон и Ред-Ривер в штатах Канзас, Колорадо, Оклахома.

## Хозяйственная деятельность

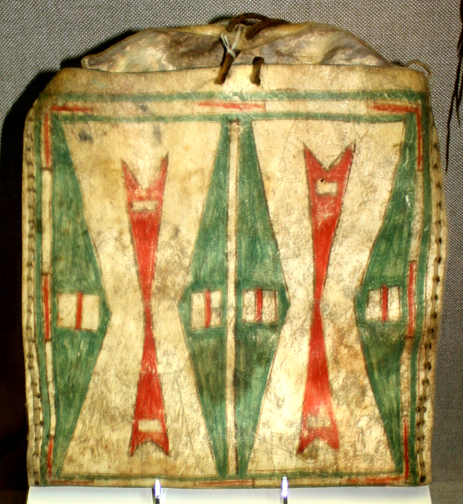
Парфлеш кайова

Кайова относятся к этно-культурному типу индейцев Великих равнин. Основное занятие — конная охота на бизонов. Во второй половине XVIII — XIX веках они превосходили по количеству лошадей (наряду с команчами) другие равнинные племена. На конец 1980 годов занимались сельским хозяйством, мелким предпринимательством, работали по найму.

## Социальная организация
Общество кайова имело признаки типичные для индейцев Великих равнин. Племя делились на шесть кочевых общин (топотога). Верховная власть принадлежала наследным вождям, но также значительную роль в управлении имели военные. Статус членов племени определялся принадлежностью к «сословиям», не имевшим закрытого характера. В частности, элиту племени составляли военные вожди и прославленные в межплеменных стычках воины (нгопы), ниже по социальной лестнице располагались зажиточные, но уступавшие в военной славе (ондегупай), далее безлошадные индейцы (кен), а самый низший статус имели неимущие, преступники (допом).
Система родства у кайова схожа с гавайским типом. Семья — малая. Счёт родства билатеральный, брак неолокальный, что также отличает их от племен, пришедших на равнины с востока.

## Культ
У кайова распространены культы личных духов-покровителей, медведя, шаманизм. Среди ритуалов — пляска Солнца, другие ритуальные танцы, курение трубки, употребление плодов психоактивных растений в религиозных целях.

## Известные представители
- Сатанта
- Сатанк
- Чёрный Медведь Бозин